# Migues
Migues – miasto w Urugwaju, w departamencie Canelones.